# Софиевка (Новониколаевский район)
Софи́евка (укр. Софіївка) (до 1867 г. − Выгодная) — село,
Софиевский сельский совет,
Новониколаевский район,
Запорожская область,
Украина.
Является административным центром Софиевского сельского совета, в который, кроме того, входят сёла
Горлицкое,
Каменка,
Каменоватое,
Николай-Поле,
Новогригоровка и
Садовое.

## Географическое положение
Село Софиевка находится на берегу реки Верхняя Терса,
выше по течению на расстоянии в 0,5 км расположено село Каменка,
ниже по течению на расстоянии в 1 км расположено село Весёлый Кут.
Через село проходит автодорога Т-0408 Павлоград—Новониколаевка. Расстояние до районного центра — 9 км.

## История
- 1843 год — дата основания как село Выгодная.
- В 1867 году переименовано в село Софиевка.

## Экономика
- «Софиевка», ООО.

## Объекты социальной сферы
- Средняя школа.
- Детский сад.
- Библиотека.
- Дом культуры.
- Отделение связи.

## Достопримечательности
В Софиевке размещена братская могила с установленным на ней памятником, в которой похоронен 51 советский воин, погибший во время Великой Отечественной войны. Рядом возвышается стела с выгравированными их именами.

## Адрес местного совета
70113, Запорожская обл., Новониколаевский р-н, с. Софиевка, ул. Ленина, 1; тел. 9-83-38